# Nippon Ichi Software
Nippon Ichi Software, Inc. (日本一ソフトウェア?, Nippon Ichi Sofutowea) è un'azienda giapponese sviluppatrice e distributrice di software videoludico, tra cui spiccano titoli blasonati come Disgaea: Hour of Darkness, Phantom Brave, La Pucelle: Tactics e Rhapsody: A Musical Adventure.

## Prodotti
Benché la compagnia abbia dedicato la maggior parte delle sue risorse allo sviluppo di RPG tradizionali (la serie Marl Kingdom), le ultime produzioni della filiale sono giochi prettamente di tipo ruolo-strategico. Inoltre, numerosi personaggi dei titoli precedenti appaiono in quelli successivi come extra, a prescindere dalla trama.
Giochi di genere d'appartenenza differente, come Cooking Fighter Hao, sono stati pubblicati da  Nippon Ichi esclusivamente per la clientela nipponica. I giochi di loro più popolari sono la serie Disgaea, La pucelle Tactic, Phantom Brave, Makai Kingdom benché non siano mai stati messi in commercio al di fuori del Giappone. I titoli più importanti sono Disgaea games, La Pucelle Tactics, Phantom Brave, Makai Kingdom, Rhapsody-A Musical Adventure e la serie Marl Kingdom.
Ogni saga ha spesso un qualcosa in comune con alcune delle altre, che sia l'universo in cui la storia è stabilita, viaggi extra-dimensionali che spostano alcuni personaggi da saga in saga, mostri uguali, la comparsa di Asagi (mancata protagonista di Makai Wars e da allora personaggio segreto ricorrente) o Baal, solito cattivo finale ultra potente.

### Giochi distribuiti in Europa in ordine cronologico
- Disgaea: Hour of Darkness (Sviluppatore) (Pubblicato da Koei) - PS2 (28/05/04)
- La Pucelle: Tactics (Sviluppatore) (Pubblicato da Koei) - PS2 (01/04/05)
- Phantom Brave (Sviluppatore) (Pubblicato da Koei) - PS2 (04/02/05)
- Makai Kingdom: Chronicles of the Sacred Tome (Sviluppatore/Editore) - PS2 (25/10/2005)
- Atelier Iris: Eternal Mana (Sviluppatore) (Sviluppato da Koei) - PS2 (17/03/2006)
- Atelier Iris 2: The Azoth of Destiny (Sviluppatore) (Pubblicato da Koei) - PS2 (26/09/2006)
- Disgaea 2: Cursed Memories (Sviluppatore/Editore) - PS2 (03/11/2006)
- Blade Dancer: Lineage of Light (Sviluppato da Hit Maker) (Editore) - PSP (09/02/2007)
- Atelier Iris 3: Grand Phantasm (Sviluppato da Gust) - PS2 (27/07/2007)
- Generation of Chaos (Sviluppatore/Editore) - PSP (14/09/2007)
- GrimGrimoire (Sviluppato da Vanillaware) (Editore) - PS2 (28/09/2007)
- Soul Nomad and the World Eaters (Sviluppatore) - PS2 (20/06/2008)
- Disgaea 3: Absence of Justice (Sviluppatore) (Pubblicato da Square Enix) - PS3 (30/02/2009)
- Rhapsody: A Musical Adventure (Sviluppatore/Editore) - DS (27/03/2009)
- Disgaea DS (Sviluppatore/Editore) - DS (03/04/2009)
- Ar tonelico II: Melody of Metafalica (Sviluppato da Gust) (Editore)
- Danganronpa: Trigger Happy Havoc (Editore)- PS Vita (14/02/2014)
- Danganronpa 2: Goodbye Despair (Editore)- PS Vita (05/09/2014)
- Birthdays the Beginning (Editore) - Windows (09/05/2017)[2], Nintendo Switch (08/06/2018, 22/06/2018 per Australia e Nuova Zelanda)[3]

### Giochi distribuiti in Nordamerica in ordine cronologico
- Rhapsody: A Musical Adventure (Sviluppatore) (Pubblicato da Atlus) - PS1 (30/03/2000)
- Jigsaw Madness (Sviluppatore) (Pubblicato da XS Games) - PS1 (12/01/2002)
- Disgaea: Hour of Darkness (Sviluppatore) (Pubblicato da Atlus) - PS2 (27/08/2003)
- La Pucelle: Tactics (Sviluppatore) (Pubblicato da Mastiff) - PS2 (04/05/2004)
- Phantom Brave (Sviluppatore/Editore) - PS2 (31/08/2004)
- Atelier Iris: Eternal Mana (Sviluppato da Gust Corporation) (Editore) - PS2 (28/06/2005)
- Makai Kingdom: Chronicles of the Sacred Tome (Sviluppatore/Editore) - PS2 (26/07/2005)
- Generation of Chaos (Sviluppato da Idea Factory) (Editore) - PSP (28/02/2006)
- Atelier Iris 2: The Azoth of Destiny (Sviluppato da Gust Corporation) (Editore) - PS2 (25/04/2006)
- Blade Dancer: Lineage of Light (Sviluppato da Hit Maker) (Editore) - PSP (18/07/2006)
- Disgaea 2: Cursed Memories (Sviluppatore/Editore) - PS2 (29/08/2006)
- Spectral Souls (Sviluppato da Idea Factory) (Editore) - PSP (26/09/2006)
- Ar tonelico: Melody of Elemia (Sviluppato da Gust Corporation) (Editore) - PS2 (2/7/2007)
- Aedis Eclipse: Generation of Chaos (Sviluppato da Idea Factory) (Editore)- PSP (24/05/2007)
- Atelier Iris 3: Grand Phantasm (Sviluppato da Gust Corporation) (Editore)- PS2 (29/05/2007)
- GrimGrimoire (Sviluppato da Vanillaware)  (Editore) - PS2 (26/06/2007)
- Dragoneer's Aria (Sviluppato da Hit Maker) (Editore) - PSP (21/08/2007)
- Soul Nomad and the World Eaters (Sviluppatore) - PS2 (25/09/2007)
- Disgaea: Afternoon of Darkness (Sviluppatore) - PSP (30/10/2007)
- Mana Khemia: Alchemists of Al-Revis (Sviluppato da Gust Corporation) (Editore) - PS2 (31/03/2008)
- Disgaea 3: Absence of Justice (Sviluppatore) - PS3 (26/08/2008)
- Rhapsody: A Musical Adventure - DS (23/09/2008)
- Disgaea DS (Sviluppatore/Editore) - DS (25/09/2008)
- Ar tonelico II: Melody of Metafalica (Sviluppato da Gust Corporation) (Editore) - PS2 (20/01/2009)
- Prinny: Can I Really Be the Hero? (Sviluppatore/Editore) - PSP (17/02/2009)
- Mana Khemia: Student Alliance - (Sviluppato da Gust Corporation) (Editore) - PSP (10/03/2009)
- Puchi Puchi Virus - (sviluppato da KeysFactory) (Editore) - DS (19/05/2009)
- Cross Edge - (sviluppato da Idea Factory) (Editore) - PS3 (26/05/2009)
- Holy Invasion Of Privacy, Badman! What Did I Do To Deserve This? - (sviluppato da ACQUIRE) (Editore) - PSP (16/07/09)
- Cladun: This is an RPG (Editore) - PSP (22/02/2012)
- Danganronpa: Trigger Happy Havoc (Editore)- PS Vita (10/02/2014)
- Danganronpa 2: Goodbye Despair (Editore)- PS Vita (02/09/2014)
- Birthdays the Beginning (Editore) - PS4 e Windows (09/05/2017), Nintendo Switch (05/06/2018)[3]

### Giochi distribuiti in Giappone in ordine cronologico
- Jigsaw World (Sviluppatore/Editore) - PS1 (03/05/1995)
- Oni Taiji, The: Mokushi Se! Ni Yome Momotarou (Sviluppatore/Editore) - PS1 (13/10/1995)
- Jigsaw Land: Japan Graffiti (Sviluppatore/Editore) - PS1 (13/09/1996)
- Souryu: Logical Mahjong (Sviluppatore/Editore) - PS1 (20/12/1996)
- Doki Doki Shutter Chance (Sviluppatore/Editore) - PS1 (23/10/1997)
- SatelliTV (Sviluppatore/Editore) - PS1 (08/01/1998)
- Cooking Fighter (Sviluppatore/Editore) - PS1 (21/05/1998)
- The Adventure of Puppet Princess (Sviluppatore/Editore) - PS1 (17/12/1998), localizzato come Rhapsody: A Musical Adventure
- Logic Mahjong Souryu (Sviluppatore/Editore) - PS1 (04/05/1999)
- Little Princess: Maru Oukoku no Ningyou Hime 2 (Sviluppatore/Editore) - PS1 (25/11/1999)
- Tenshi no Present: Marle Oukoku Monogatari (Sviluppatore/Editore) - PS2 (21/12/2000)
- Marl de Jigsaw (Sviluppatore/Editore) - PS2 (15/11/2001)
- La Pucelle (Sviluppatore/Editore) - PS2 (31/01/2002), localizzato come La Pucelle: Tactics
- Marl Jong!! (Sviluppatore/Editore) - PS1 (21/04/2002)
- Makai Senki Disgaea (Sviluppatore/Editore) - PS2 (30/01/2003), localizzato come Disgaea: Hour of Darkness
- Marujan!! (Sviluppatore/Editore) - PS1 (24/04/2003)
- Phantom Brave (Sviluppatore/Editore) - PS2 (22/11/2004), localizzato come Phantom Brave
- Iris no Atelier: Eternal Mana - Limited Edition (Sviluppato da Gust) (Editore) - PS2 (27/05/2004), localizzato come Atelier Iris: Eternal Mana
- Hayari Gami (Sviluppatore/Editore) - PS2 (05/08/2004)
- La Pucelle: Hikari no Seijo Densetsu Nishuu (Sviluppatore/Editore) - PS2 (21/10/2004)
- Phantom Kingdom (Sviluppatore/Editore) - PS2 (18/03/2005), localizzato come Makai Kingdom: Chronicles Of The Sacred Tome
- Eien no Aseria: The Spirit of Eternity Sword (Sviluppatore/Editore) - PS2 (12/05/2005)
- Hayarigami Revenge (Sviluppatore/Editore) - PS2 (14/07/2005)
- Tristia of the Deep-Blue Sea (Sviluppatore/Editore) - PS2 (11/08/2005)
- Rasetsu Alternative (Sviluppatore) (Pubblicato da Kogado Studio) - PS2 (13/10/2005)
- Hayarigami Portable (Sviluppatore/Editore) - PSP (15/12/2005)
- Makai Senki Disgaea 2 (Sviluppatore/Editore) - PS2 (23/02/2006), localizzato come Disgaea 2: Cursed Memories
- Makai Senki Disgaea Portable (Sviluppatore) - PSP (30/11/2006), localizzato come Disgaea: Afternoon of Darkness
- Soul Cradle (Sviluppatore) - PS2 (25/01/2007) - localizzato come Soul Nomad & the World Eaters
- GrimGrimoire (Sviluppato da Vanillaware) (Editore) - PS2 (12/04/2007)
- Hayarigami 2 (Sviluppatore/Editore) - PS2 (15/11/2007)
- Makai Senki Disgaea 3 (Sviluppatore/Editore) - PS3 (31/01/2008), localizzato come  Disgaea 3: Absence of Justice
- Makai Senki Disgaea 2 Portable - (Sviluppatore/Editore) - PSP (03/04/2009)
- Cladun: This is an RPG - (Editore) - PSP - (18/02/2010)
- Birthdays the Beginning (Editore) - Windows (09/05/2017), Nintendo Switch (29/03/2018)[3]

### Titoli cancellati
- Makai Wars (Sviluppatore) - PS3, PSP

## Altri media
Nippon Ichi ha esordito nell'ambito degli anime con un adattamento di Disgaea: Hour of Darkness. La Nippon Ichi, riscontrando un successo immediato, successivo alla pubblicazione dell'anime, ha deciso di adattare a cartone animato titoli da loro pubblicati su console.

### Anime
- Makai Senki Disgaea. Dodici episodi in tutto. Studio: Oriental Light and Magic.
- Eien no Aseria - The Spirit of the Eternity Sword. OAV di due episodi Studio: Studio Matrix.